# Liste der Kulturgüter in Ursenbach
Die Liste der Kulturgüter in Ursenbach enthält alle Objekte in der Gemeinde Ursenbach im Kanton Bern, die gemäss der Haager Konvention zum Schutz von Kulturgut bei bewaffneten Konflikten, dem Bundesgesetz vom 20. Juni 2014 über den Schutz der Kulturgüter bei bewaffneten Konflikten sowie der Verordnung vom 29. Oktober 2014 über den Schutz der Kulturgüter bei bewaffneten Konflikten unter Schutz stehen.
Objekte der Kategorie A sind im Gemeindegebiet nicht ausgewiesen, Objekte der Kategorie B sind vollständig in der Liste enthalten, Objekte der Kategorie C fehlen zurzeit (Stand: 28. April 2024). Unter übrige Baudenkmäler sind geschützte Objekte zu finden, die im Bauinventar des Kantons Bern als «schützenswert» verzeichnet sind.

## Kulturgüter
| Foto |                                                                            | Objekt                                          | Kat. | Typ | Standort                    | Beschreibung |
| ---- | -------------------------------------------------------------------------- | ----------------------------------------------- | ---- | --- | --------------------------- | --- |
| ja   | Datei hochladen · Wikidata zu Reformierte Kirche mit Pfarrhaus (Q29675683) | Reformierte Kirche mit Pfarrhaus KGS-Nr.: 01304 | B    | G   | Dorf 50, 51 625360 / 220575 | Das um 1515 über einem Vorgängerbau aus dem späten 12. Jahrhundert errichtete Kirchengebäude ist ein pätgotischer Putzbau unter steilem, über dem eingezogenen Polygonalchor abgewalmtem Satteldach. Das Kirchenschiff mit einem hölzernen Tonnengewölbe wird durch drei Spitzbogenfenster und zwei Oculi belichtet. Daneben steht das Pfarrhaus von 1646, ein nachgotischer Putzbau unter geknicktem Halbwalmdach. |

## Übrige Baudenkmäler
Hinweis: Anstelle der KGS-Nummer wird als Objekt-Identifikator (ID) die Grundstücksnummer verwendet.
| ID  | Foto |                 | Objekt                                    | Typ | Standort                          | Beschreibung |
| --- | ---- | --------------- | ----------------------------------------- | --- | --------------------------------- | ------------ |
| 4   | BW   | Datei hochladen | Ehemaliges Spritzenhaus (um 1890)         | G   | Dorf 50c 625348 / 220610          |              |
| 12  | BW   | Datei hochladen | Speicher (17. Jh.)                        | G   | Berg 98a 625005 / 220125          |              |
| 18  | BW   | Datei hochladen | Schmittenstöckli (1767)                   | G   | Dorf 42 625295 / 220650           |              |
| 33  | BW   | Datei hochladen | Ehemaliges Wasch- und Ofenhaus (18. Jh.)  | G   | Dorf 50b 625297 / 220637          |              |
| 72  | BW   | Datei hochladen | Ernsthaus (1847)                          | G   | Dorf 31 625302 / 220716           |              |
| 75  | BW   | Datei hochladen | Bauernhaus (1839)                         | G   | Hofen 117a 624038 / 218881        |              |
| 91  | BW   | Datei hochladen | Bauernhaus (1787)                         | G   | Oberdorf 91 625511 / 219982       |              |
| 91  | BW   | Datei hochladen | Stöckli mit Käsekeller (1804)             | G   | Oberdorf 91a 625517 / 220002      |              |
| 114 | ja   | Datei hochladen | Gasthaus zum Löwen (1779)                 | G   | Dorf 52 625376 / 220538           |              |
| 118 | BW   | Datei hochladen | Ehemaliges Ofenhaus-Stöckli (1809)        | G   | Lünisberg 138b 623252 / 219400    |              |
| 134 | ja   | Datei hochladen | Bauernhaus (1783)                         | G   | Dorf 54 625401 / 220577           |              |
| 150 | BW   | Datei hochladen | Speicher (1769)                           | G   | Richisberg 124b 623596 / 220065   |              |
| 157 | BW   | Datei hochladen | Speicher (1728)                           | G   | Oberdorf 92a 625469 / 220155      |              |
| 175 | BW   | Datei hochladen | Speicher (um 1600)                        | G   | Hofen 116a 623918 / 218988        |              |
| 186 | BW   | Datei hochladen | Wohnstock (um 1790)                       | G   | Weinstegen 1 626131 / 221956      |              |
| 203 | BW   | Datei hochladen | Bauernhaus (1845)                         | G   | Lünisberg 135 623189 / 219409     |              |
| 223 | BW   | Datei hochladen | Bauernhaus (Ende 18. Jh.)                 | G   | Mühlegstühl 14 624549 / 220694    |              |
| 264 | BW   | Datei hochladen | Ehemaliger Mühlestock (1711/16)           | G   | Unterdorf 45a 625672 / 221102     |              |
| 276 | BW   | Datei hochladen | Bauernhaus (1783)                         | G   | Mösli 2 625689 / 221845           |              |
| 277 | BW   | Datei hochladen | Bauernhaus (1. Hälfte 18. Jh.)            | G   | Mühlerain 47 625910 / 221347      |              |
| 277 | BW   | Datei hochladen | Wohnstock mit Ofenraum (1751)             | G   | Mühlerain 47a 625938 / 221382     |              |
| 288 | BW   | Datei hochladen | Ehemaliges Bauernhaus (2. Hälfte 18. Jh.) | G   | Dorf 43 625313 / 220660           |              |
| 344 | BW   | Datei hochladen | Bauernhaus (1740)                         | G   | Oberdorf 92 625436 / 220068       |              |
| 347 | BW   | Datei hochladen | Ehemalige Mühle (1747)                    | G   | Untere Mühle 45 625648 / 221112   |              |
| 418 | BW   | Datei hochladen | Bögli-Villa (1903)                        | G   | Unterdorf 25a 625461 / 221072     |              |
| 426 | BW   | Datei hochladen | Bauernhaus (1802)                         | G   | Seilerhof 8 625219 / 221171       |              |
| 445 | BW   | Datei hochladen | Ehemaliges Gerbereistöckli (1753)         | G   | Gerbestock 49a 625357 / 220639    |              |
| 462 | BW   | Datei hochladen | Ehemalige Mühle mit Bäckerei (1848)       | G   | Hofen 117b 624025 / 218863        |              |
| 467 | BW   | Datei hochladen | Bauernhaus (1828)                         | G   | Richisberg 123 623640 / 220171    |              |
| 467 | BW   | Datei hochladen | Speicher (1777)                           | G   | Richisberg 123c 623601 / 220176   |              |
| 516 | BW   | Datei hochladen | Bauernhaus (1838)                         | G   | Scheuerhansli 20 625285 / 220889  |              |
| 516 | BW   | Datei hochladen | Speicher (frühes 18. Jh.)                 | G   | Scheuerhansli 20a 625315 / 220853 |              |
| 558 | BW   | Datei hochladen | Bauernhaus (1843)                         | G   | Hirsern 103 624240 / 220105       |              |
| 558 | BW   | Datei hochladen | Speicher (1754)                           | G   | Hirsern 103a 624197 / 220106      |              |
| 588 | BW   | Datei hochladen | Gasthof Hirsernbad (1841/42)              | G   | Hirsernbad 102 624420 / 220068    |              |
| 626 | BW   | Datei hochladen | Speicher (frühes 18. Jh.)                 | G   | Oberdorfeggen 80a 625945 / 219755 |              |
| 657 | BW   | Datei hochladen | Wohnstock (2. Hälfte 18. Jh.)             | G   | Mühlerain 46a 625998 / 221267     |              |
| 757 | BW   | Datei hochladen | Speicher (1744)                           | G   | Mösli 6a 625527 / 221607          |              |
| 773 | BW   | Datei hochladen | Ehemaliges Taunerhaus (1. Hälfte 18. Jh.) | G   | Scheuerhansli 17 625186 / 221019  |              |
| 850 | BW   | Datei hochladen | Ehemaliges Bauernhaus (1847)              | G   | Dorf 33 625262 / 220656           |              |
| 877 | BW   | Datei hochladen | Gastwirtschaft zum Kreuz (um 1870)        | G   | Dorf 32 625306 / 220682           |              |
| 877 | BW   | Datei hochladen | Gasthof zum Araber (1846/47)              | G   | Dorf 34 625229 / 220637           |              |
| 883 | BW   | Datei hochladen | Stöckli (1803)                            | G   | Dorf 54a 625430 / 220576          |              |